# Максименко Андрій Васильович
Андрій Васильович Максименко (рос. Андрей Васильевич Максименко; 13 жовтня 1981, м. Москва, СРСР) — російський хокеїст, лівий нападник. Виступає за «Зауралля» (Курган) у Вищій хокейній лізі.
Вихованець хокейної школи «Крила Рад» (Москва). Виступав за «Крила Рад» (Москва), ТХК (Твер), «Молот-Прикам'я» (Перм), «Кристал» (Саратов), ХК «Брест», «Нафтовик» (Альметьєвськ), «Титан» (Клин).
У складі юніорської збірної Росії учасник чемпіонату світу 1999. 